# 그리스 2
그리스 2(Grease 2)는 1982년 개봉한 뮤지컬 영화로, 그리스의 후편이다.

## 출연

### 주연
- 맥스웰 코필드
- 미셸 파이퍼

### 조연
- 로나 러프트
- 모린 티피
- 알리슨 프라이스
- 파멜라 애들론
- 애드리언 즈메드
- 피터 프리쳇

## 기타
- 협력프로듀서: 닐 A. 매클리스
- 미술: 진 캘러핸
- 의상: 로버트 드 모라